# Christian Gomis (calciatore 2000)
Christian Pierre Louis Gomis (Pikine, 9 agosto 2000) è un calciatore senegalese, attaccante del Winterthur.

## Carriera
Nato in Senegal ma cresciuto in Spagna ad Almería, nel 2015 si è trasferito con il padre in Svizzera dove ha iniziato a giocare a calcio nel settore giovanile del BEJUNE. Nel 2018 è stato acquistato dal La Chaux-de-Fonds con cui ha disputato 24 incontri in Promotion League mettendo a segno 4 reti. Nell'estate del 2019 ha firmato con il Bienne in 1ª Lega ma dopo pochi mesi in cui è stato impiegato di rado ha rescisso il contratto con il club. Nell'estate del 2020 ha firmato con il Vevey United, dove ha disputato due buone stagioni dal punto di vista personale realizzando 23 reti in 44 incontri fra campionato e coppa nazionale.
Nel luglio del 2022 è stato acquistato dallo Stade Nyonnais risultando uno dei protagonisti della promozione del club in Challenge League con 14 reti realizzate in 27 partite di campionato. Rimasto con i gialloneri anche nella stagione successiva, il 21 luglio ha debuttato nel campionato cadetto svizzero nell'incontro pareggiato 1-1 contro il Thun.
L'8 luglio 2024 è stato acquistato a titolo definitivo dal Winterthur, club della prima divisione svizzera.

## Statistiche

### Presenze e reti nei club
Statistiche aggiornate al 14 maggio 2025.
| Stagione              | Squadra               | Campionato            | Campionato | Campionato | Coppe nazionali | Coppe nazionali | Coppe nazionali | Coppe continentali | Coppe continentali | Coppe continentali | Altre coppe | Altre coppe | Altre coppe | Totale | Totale |
| Stagione              | Squadra               | Comp                  | Pres       | Reti       | Comp            | Pres            | Reti            | Comp               | Pres               | Reti               | Comp        | Pres        | Reti        | Pres   | Reti   |
| --------------------- | --------------------- | --------------------- | ---------- | ---------- | --------------- | --------------- | --------------- | ------------------ | ------------------ | ------------------ | ----------- | ----------- | ----------- | ------ | ------ |
| 2018-2019             | La Chaux-de-Fonds     | PL                    | 24         | 4          | CS              | 1               | 1               | -                  | -                  | -                  | -           | -           | -           | 25     | 5      |
| 2019-2020             | Bienne                | 1L                    | 6          | 1          | CS              | 0               | 0               | -                  | -                  | -                  | -           | -           | -           | 6      | 1      |
| 2020-2021             | Vevey United          | 1L                    | 13         | 6          | CS              | 6               | 4               | -                  | -                  | -                  | -           | -           | -           | 19     | 10     |
| 2021-2022             | Vevey United          | 1L                    | 22+2       | 12+1       | CS              | 1               | 0               | -                  | -                  | -                  | -           | -           | -           | 25     | 13     |
| Totale Vevey United   | Totale Vevey United   | Totale Vevey United   | 37         | 19         |                 | 7               | 4               |                    | -                  | -                  |             | -           | -           | 44     | 23     |
| 2022-2023             | Stade Nyonnais        | PL                    | 27         | 14         | CS              | 1               | 1               | -                  | -                  | -                  | -           | -           | -           | 28     | 15     |
| 2023-2024             | Stade Nyonnais        | ChL                   | 36         | 7          | CS              | 1               | 0               | -                  | -                  | -                  | -           | -           | -           | 37     | 7      |
| Totale Stade Nyonnais | Totale Stade Nyonnais | Totale Stade Nyonnais | 63         | 21         |                 | 2               | 1               |                    | -                  | -                  |             | -           | -           | 65     | 22     |
| 2024-2025             | Winterthur            | SL                    | 25         | 3          | CS              | 1               | 0               | -                  | -                  | -                  | -           | -           | -           | 26     | 3      |
| Totale carriera       | Totale carriera       | Totale carriera       | 157        | 48         |                 | 11              | 6               |                    | -                  | -                  |             | -           | -           | 168    | 54     |